# 안단테 (음악 그룹)
안단테는 대한민국의 음악 그룹이다. 2020년 EP 《안단테 NO.1 The Korea Crossover》로 데뷔했다.

## 방송
- 팬텀싱어 3 (2020)

## 음반
- 안단테 NO.1 The Korea Crossover (2020)
- 君のいないあの場所 (2021)

## 공연
- 크로스오버 그룹 '안단테' 첫 번째 단독 콘서트 (2021)
- 2021 New Normal 콘서트 시즌 2 - 천안 (2021)
- 안단테 더 포에트리 (2021)
- 2021 크리스마스 콘서트 with 크로스오버 그룹 안단테 - 천안 (2021)
- 안단태 팬미팅 (2022)